# Малайська операція
Малайська операція (яп. 馬来作戦, Maree Sakusen) (8 грудня 1941 — 31 січня 1942) — стратегічна військова операція збройних сил Японії проти британських та австралійських військ з метою захоплення Британської Малаї та взяття в облогу Сінгапуру під час Другої світової війни.

## Передісторія
Японське командування в своїх планах по захопленню Південно-Східної Азії приділяло значну увагу Британській Малаї, що була багата на стратегічну сировину. Британці не мали в цьому регіоні значних сил і всі надії покладали на Сінгапур, розташований в південній частині півострова Малакка. Перед війною тут була збудована потужна військово-морська база. На думку британського командування, Сінгапур повинен був стати значною перешкодою на шляху японської агресії в Південно-Східній Азії та Індонезії.

## Бойові дії
Японський десант, призначений для висадки в Таїланді та Малаї, вийшов в море ще до початку війни. 6 грудня повітряна розвідка англійців виявила японський флот в Сіамській затоці, проте погана погода завадила відстежити його наступні переміщення до своєї цілі.
Японські десанти в Малаї почали висаджуватися рано вранці 8 грудня за місцевим часом, майже одночасно з нападом на Перл-Гарбор. Перший десант був висаджений в ніч на 8 грудня в районі Кота-Бару. На світанку японська авіація, з баз в Індокитаї, здійснила нальоти на британські аеродроми в Малаї і Сінгапурі. Одночасно головні сили десанту висадилися в Південному Таїланді, в районі Сингорра і Патані. Туди ж одразу перебазувалася японська авіація. В цей же день японські війська вторглися в Таїланд з Індокитаю.